# Campionati del mondo di atletica leggera indoor 2022 - Salto in lungo femminile
La gara del salto in lungo femminile dei campionati del mondo di atletica leggera indoor 2022 si è svolta il 20 marzo.

## Podio
| Pos.    | Atleta        | Nazionalità   | Misura |
| ------- | ------------- | ------------- | ------ |
| Oro     | Ivana Vuleta  | Serbia        | 7,06 m |
| Argento | Ese Brume     | Nigeria       | 6,85 m |
| Bronzo  | Lorraine Ugen | Gran Bretagna | 6,82 m |

## Situazione pre-gara

### Record
Prima di questa competizione, il record del mondo indoor e il record dei campionati erano i seguenti.
| Record                | Prestazione | Atleta                       | Data e luogo                     | Competizione                     |
| --------------------- | ----------- | ---------------------------- | -------------------------------- | -------------------------------- |
| Record mondiale       | 7,37 m      | Heike Drechsler Germania Est | 13 febbraio 1988 Vienna, Austria |                                  |
| Record dei campionati | 7,23 m      | Brittney Reese Stati Uniti   | 1 marzo 2012 Istanbul, Turchia   | Campionati del mondo indoor 2012 |

### Campionesse in carica
Le campionesse in carica a livello mondiale erano:
| Campione        | Atleta                   | Prestazione | Data e luogo                         | Competizione                     |
| --------------- | ------------------------ | ----------- | ------------------------------------ | -------------------------------- |
| Olimpico        | Malaika Mihambo Germania | 7,00 m      | 3 agosto 2021 Tokyo, Giappone        | Giochi della XXXII Olimpiade     |
| Mondiale indoor | Ivana Španović Serbia    | 6,96 m      | 4 marzo 2018 Birmingham, Regno Unito | Campionati del mondo indoor 2018 |

### La stagione
Prima di questa gara, le atlete con le migliori tre prestazioni dell'anno erano:
| Pos. | Atleta                   | Prestazione | Data e luogo                               |
| ---- | ------------------------ | ----------- | ------------------------------------------ |
| 1    | Malaika Mihambo Germania | 6,96 m      | 20 febbraio 2022 Düsseldorf, Germania      |
| 2    | Ivana Vuleta Serbia      | 6,88 m      | 7 marzo 2022 Belgrado, Serbia              |
| 3    | Tara Davis Stati Uniti   | 6,84 m      | 11 febbraio 2022 Fayetteville, Stati Uniti |

## Risultati

### Finale
La finale diretta si è tenuta il 20 marzo alle ore 17:37.
| Pos | Atleta                   | Nazionalità   | 1ª prova | 2ª prova | 3ª prova | 4ª prova | 5ª prova | 6ª prova | Risultato | Note                                     |
| --- | ------------------------ | ------------- | -------- | -------- | -------- | -------- | -------- | -------- | --------- | ---------------------------------------- |
|     | Ivana Vuleta             | Serbia        | x        | 6,89 m   | x        | 7,06 m   | x        | x        | 7,06 m    | Miglior prestazione mondiale stagionale  |
|     | Ese Brume                | Nigeria       | 6,22 m   | 6,47 m   | 6,85 m   | 6,66 m   | 6,76 m   | 6,67 m   | 6,85 m    | Miglior prestazione personale stagionale |
|     | Lorraine Ugen            | Gran Bretagna | x        | x        | 6,82 m   | x        | 6,78 m   | x        | 6,82 m    | Miglior prestazione personale stagionale |
| 4   | Tiffany Flynn            | Stati Uniti   | 6,70 m   | 6,78 m   | 6,43 m   | 6,65 m   | 6,51 m   | x        | 6,78 m    | Miglior prestazione personale stagionale |
| 5   | Quanesha Burks           | Stati Uniti   | 6,77 m   | 6,51 m   | 6,76 m   | 6,63 m   | 6,33 m   | 6,53 m   | 6,77 m    | Miglior prestazione personale stagionale |
| 6   | Maryna Bech-Romančuk     | Ucraina       | x        | x        | 6,68 m   | 6,73 m   | x        | x        | 6,73 m    | Miglior prestazione personale stagionale |
| 7   | Fátima Diame             | Spagna        | x        | 6,60 m   | 6,71 m   | x        | x        | x        | 6,71 m    | Miglior prestazione personale stagionale |
| 8   | Ruth Usoro               | Nigeria       | 6,69 m   | 6,40 m   | x        | 6,56 m   | x        | x        | 6,69 m    | Miglior prestazione personale stagionale |
| 9   | Milica Gardašević        | Serbia        | x        | x        | 6,59 m   |          |          |          | 6,59 m    |                                          |
| 10  | Larissa Iapichino        | Italia        | 6,55 m   | x        | 6,57 m   |          |          |          | 6,57 m    |                                          |
| 11  | Akela Jones              | Barbados      | x        | 6,55 m   | 6,55 m   |          |          |          | 6,55 m    |                                          |
| 12  | Khaddi Sagnia            | Svezia        | x        | 6,20 m   | 6,42 m   |          |          |          | 6,42 m    |                                          |
| 13  | Anasztázia Nguyen        | Ungheria      | x        | 6,39 m   | 6,22 m   |          |          |          | 6,39 m    |                                          |
| 14  | Florentina Costina Iușco | Romania       | x        | 6,24 m   | 6,07 m   |          |          |          | 6,24 m    |                                          |
| -   | Eliane Martins           | Brasile       | x        | x        | x        |          |          |          | nm        |                                          |